# Diébé
Diébé è un comune rurale del Mali facente parte del circondario di Dioïla, nella regione di Koulikoro.
Il comune è composto da 7 nuclei abitati:
- Diébé
- Dionogo
- Dionoguon
- Dougazana
- Koisana
- Sèguènè
- Zanzouna